# زلزال مضيق أيسن 2007
زلزال مضين أيسن 2007 هو زلزالٌ وقعَ في مضيق أيسن البحري ‏ في تشيلي بتاريخ 21 أبريل 2007.